# Rudolf Tomášek
Pour les articles homonymes, voir Tomášek.
Rudolf Tomášek (né le 11 août 1937 à Karlovy Vary) est un athlète tchèque, qui a concouru pour la Tchécoslovaquie, spécialiste du saut à la perche. Affilié au RH Praha, il mesurait 1,77 m pour 72 kg.

## Biographie

### Palmarès
| Date | Compétition             | Lieu     | Résultat | Performance |
| ---- | ----------------------- | -------- | -------- | ----------- |
| 1960 | Jeux olympiques d'été   | Rome     | 8e       | 4,50 m      |
| 1962 | Championnats d'Europe   | Belgrade | 2e       | 4,60 m      |
| 1964 | Jeux olympiques d'été   | Tokyo    | 6e       | 4,90 m      |
| 1966 | Jeux européens en salle | Dortmund | 2e       | 4,80 m      |

### Records
| Épreuve          | Performance | Lieu | Date |
| ---------------- | ----------- | ---- | ---- |
| Saut à la perche | 5,03 m      |      | 1966 |